# Apatelodes tuisa
Apatelodes tuisa is een vlinder uit de familie van de Apatelodidae. De wetenschappelijke naam van de soort is, als Zanola tuisa, voor het eerst geldig gepubliceerd in 1910 door William Schaus.